# Bogdan Tošović
Bogdan Tošović (Ragusa, 28 agosto 1918 – Gospić, agosto 1941) è stato un pallanuotista jugoslavo.
Ha partecipato alle Olimpiadi estive del 1936. Morì nel campo di concentramento di Jadovno.